# Beet-getal
In de wiskunde is een beet-getal de kardinaliteit van een herhaalde machtsverzameling van de natuurlijke getallen {\displaystyle \mathbb {N} }. De beetgetallen worden aangeduid met de Hebreeuwse letter {\displaystyle \beth } (beet), de tweede letter van het Hebreeuwse alfabet. {\displaystyle \beth _{0}=\aleph _{0}} de kardinaliteit van {\displaystyle \mathbb {N} }. {\displaystyle \beth _{1}} is de kardinaliteit van 
de machtsverzameling {\displaystyle {\mathcal {P}}(\mathbb {N} )}, {\displaystyle \beth _{2}} is de kardinaliteit van de machtsverzameling {\displaystyle {\mathcal {P}}({\mathcal {P}}(\mathbb {N} ))} van {\displaystyle {\mathcal {P}}(\mathbb {N} )}, enz.

## Definitie
De beet-getallen {\displaystyle \beth _{\alpha }} zijn gedefinieerd door:
{\displaystyle \beth _{0}=\aleph _{0}}
en
{\displaystyle \beth _{\alpha +1}=2^{\beth _{\alpha }}}.
Gegeven deze definitie zijn,
{\displaystyle \beth _{0},\ \beth _{1},\ \beth _{2},\ \beth _{3},\ \dots }
respectievelijk de kardinaliteiten van
{\displaystyle \mathbb {N} ,\ {\mathcal {P}}(\mathbb {N} ),\ {\mathcal {P}}({\mathcal {P}}(\mathbb {N} )),\ {\mathcal {P}}({\mathcal {P}}({\mathcal {P}}(\mathbb {N} ))),\ldots }
Het tweede beet-getal {\displaystyle \beth _{1}} is dus gelijk aan c (of {\displaystyle {\mathfrak {c}}}), de kardinaliteit van het continuüm, en het derde beet-getal {\displaystyle \beth _{2}} is de kardinaliteit van de machtsverzameling van het continuüm.
Vanwege de stelling van Cantor heeft elke verzameling in de hierboven getoonde rij een kardinaliteit die strikt genomen groter is dan de eraan voorafgaande verzameling. Voor oneindige limietordinalen, λ, wordt het overeenkomstige beet-getal gedefinieerd als het supremum van de beet-getallen voor alle ordinaalgetallen die strikt genomen kleiner zijn dan λ:
{\displaystyle \beth _{\lambda }=\sup\{\beth _{\alpha }:\alpha <\lambda \}}.
Men kan ook aantonen dat de von Neumann-universa {\displaystyle V_{\omega +\alpha }} een kardinaliteit {\displaystyle \beth _{\alpha }} hebben